# Строителна статика

## Някои основни понятия
Теоретичната механика е дял от естествознанието, който се занимава с изучаването на най-общите закони на механичното движение и равновесие и механичното взаимодействие между материалните тела.
Механичното движение представлява преместването на телата едно спрямо друго във времето и пространството.
Телата се намират в някакво движение или относително равновесие. Всяко едно от тези състояния определя кинематичното състояние на тялото.
Механичното взаимодействие определя изменението на движението на тялото, т.е. свързано е с изменението на кинематичното му състояние.
Количественият израз на механичното взаимодействие представлява силата. (Понятията сила и маса трудно се дефинират и затова често се вземат наготово като „познати“ всекиму.)
Теоретичната механика може да се раздели на два основни дяла:
кинематика – изучава движението без да отчита причините (силите), които го пораждат и кинетика – изучава движението (динамиката) и в частен случай равновесието (статиката).

## Общи положения
Статиката е дял от механиката, в който се изучават:
1. Начините за превръщане на една система сили в друга и
2. Условията за равновесие на материалните обекти под действието на приложените върху тях сили.
Материалните обекти в зависимост от условието на задачата, приложените върху тях сили и целите, които преследваме, можем да класифицираме като точки и тела. За решението на задачите в теоретичната механика извършваме една идеализация на материалните обекти, като се абстрахираме от несъществените и запазваме характерните им свойства, необходими и достатъчни за поставените цели. Така за целите на теоретичната механика изграждаме следния модел за тези обекти.
Материална точка ще наричаме тяло, за което е съществено, че има маса, но с размерите му можем да не се съобразяваме, тъй като те се оказват без значение за решаването на вида задача.
Абсолютно (идеално) твърдо тяло наричаме тяло, за което разстоянието между две произволни негови точки остава винаги постоянно.
Силата е векторна величина и се
определя от приложна точка, направление с посока и големина. Според международната измерителна система (SI) единицата за сила е нютон (N), а означенията и са F и G. Приложната точка и направлението на силата определят нейната директриса – линията на действието на силата.
Геометричният образ на физическата величина сила е отсечка с указано начало и посока. Големината на тази отсечка може да бъде пропорционална на големината на силата. Силата в статиката на абсолютно (идеално) твърдото тяло е типичен пример за плъзгащ се вектор.
Съвкупността от действащите на едно тяло сили, ще наричаме система сили. Всяка система сили, която не променя кинематичното състояние на тялото, се нарича равновесна система сили.
Казваме, че една система сили е еквивалентна (равностойна) на друга система сили, ако всяка една от двете системи сили привежда тялото в едно и също кинематично състояние.
Равнодействаща е силата, която е еквивалентна (равностойна) на дадена система сили.
Можем да направим следната квалификация на силите.
Силите биват външни, когато са резултат на взаимодействието на отделните тела и вътрешни, с които частиците на дадено тяло действат върху съответстващите частици на същото тяло.
Силите (с оглед на векторния им характер) биват: съначални (конкурентни) – тези, които имат обща приложна точка; сълинейни (колинеарни) – тези, които имат обща директриса; съравнинни (компланарни) – тези, чиито директриси лежат в една равнина; еквиполентни – силите с успоредни директриси, еднакви посоки и равни гопемини; противоположни – силите с успоредни директриси противоположни посоки и равни големини; правопротивоположни – силите с обща директриса, противоположни посоки и равни големини; произволни – силите в най-общо положение в пространството.
Силата, която се приема съсредоточена в една точка на тялото, се нарича концен-трирана. Силите, които са съсредоточени по една линия, повърхнина или обем на тялото, се наричат разпределени. Концентрираната сила, като понятие, е една абстракция, удобна, в рамките на определена точност, за практическата ни деятелност. В действи¬телност концентрирани сипи няма и не може да има. Всички разпредепени в достатьчно малка област сили можем да представим чрез тяхната равнодействаща, която за нас представлява концентрираната сила.